# Derek Hales
Pour les articles homonymes, voir Hales.
Derek David Hales (né le 15 décembre 1951 à Lower Halstow dans le Kent) est un joueur de football anglais, qui évoluait au poste d'attaquant.

## Palmarès
Charlton Athletic
- Championnat d'Angleterre D2 :
  - Meilleur buteur : 1975-76 (28 buts).